# Quillimadec
Der Quillimadec ist ein Küstenfluss in Frankreich, der im Département Finistère in der Region Bretagne verläuft. Er entspringt am nordwestlichen Ortsrand von Plounéventer, entwässert generell Richtung Nordwest und mündet nach rund 22 Kilometern beim gleichnamigen Weiler Quillimadec an der Gemeindegrenze von Guissény und Kerlouan in den Ärmelkanal. Er bildet dort die Bucht Port de Tresseny vom Typ Ria, die nach etwa drei Kilometern das offene Meer erreicht.

## Orte am Fluss
(in Fließreihenfolge)
- Plounéventer
- Trégarantec
- Saint-Méen
- Lesneven
- Quillimadec, Gemeinde Guissény

## Sehenswürdigkeiten
- Die Bucht  Port de Tresseny gehört zum Natura 2000-Schutzgebiet unter der Nummer FR5300043.